# Храм Конфуция (Шанхай)

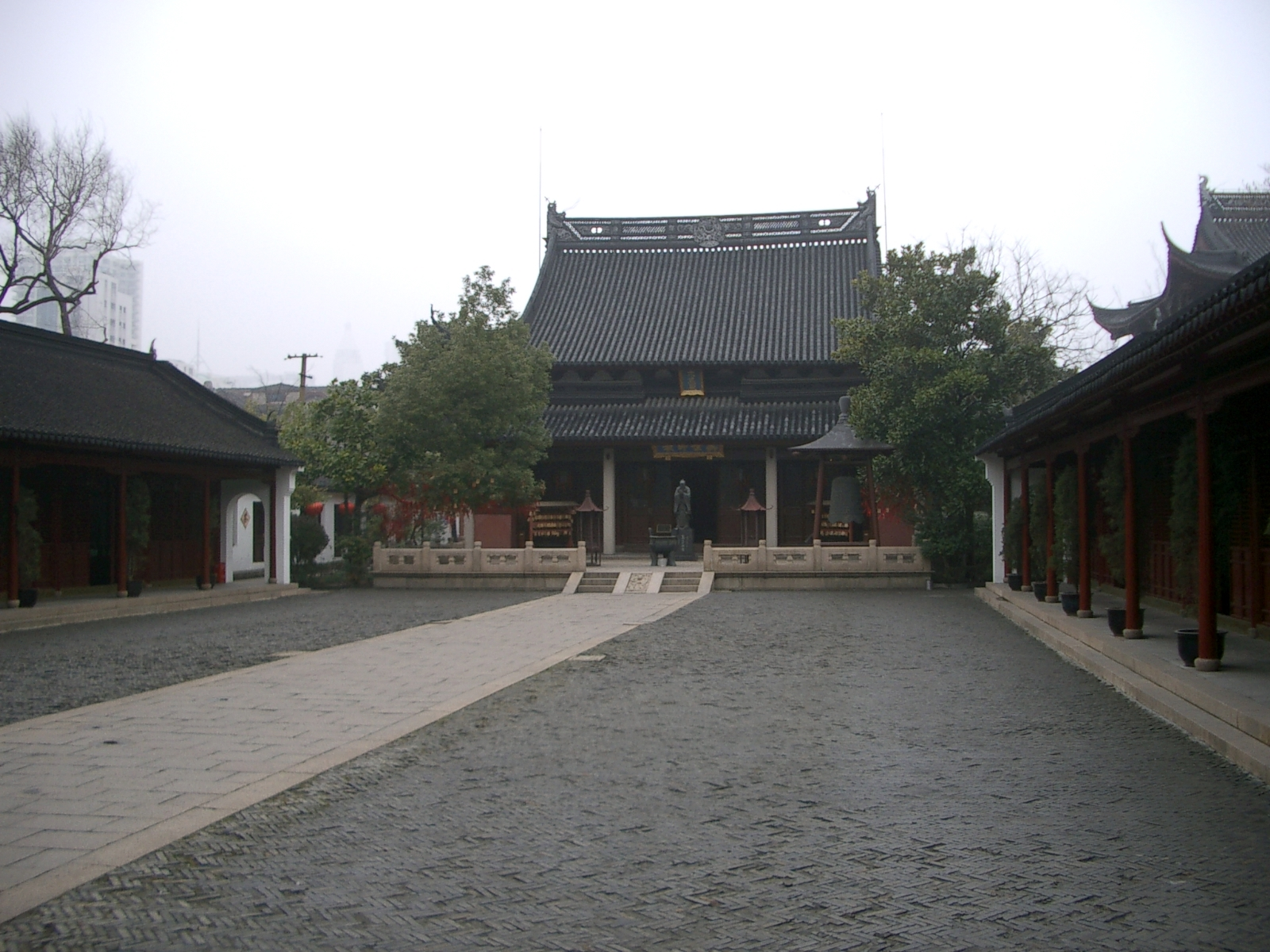
Двор храма в октябре 2008 года

Храм Конфуция в Шанхае, или Шанхай-Вэньмяо (кит. трад. 上海文廟, упр. 上海文庙, пиньинь Shànghǎi Wén Miào) — единственный в Шанхае посвящённый Конфуцию храмовый комплекс. Возведён впервые в 1294 году при династии Юань. Традиционно служил также образовательным учреждением. В настоящее время известен также тем, что на его территории проходит один из крупнейших книжных базаров Шанхая. 

## Общие сведения
Храм Конфуция в Шанхае копирует архитектуру храмов Конфуция в Цюйфу (родном городе Конфуция) и Великого храма в Пекине, хотя шанхайский храм меньше них. Храм расположен на Вэньмяо-лу (文庙路) в районе Хуанпу, непосредственно соприкасаясь с близости от воскресного рынка Вэньмяо (который включает ассоциированную с храмом бурную букинистическую торговлю). 
В храме проходят выставки местного значения и публичные торжества, связанные с именем Конфуция.

## История
Храм был основан во время династии Юань в связи с тем, что Шанхай, недавно небольшая рыбацкая деревушка, получил статус центра округа. Храм стал самым престижным учебным заведением округа (по традиции конфуцианский храм сочетал церемонии и функцию учебного заведения). Он несколько раз перестраивался. 
С 1851 по 1855 годы храм заняли повстанцы из Общества Малого Меча, сделавшие храм своей штаб-квартирой. Храм был почти полностью разрушен во время боёв, когда правительственные войска восстанавливали контроль над городом. 
Храм был сильно поврежден во время Культурной революции, но в 1995 городская администрация провела его капитальный ремонт. 